# Quercus castaneifolia
Quercus castaneifolia är en bokväxtart som beskrevs av Carl Anton von Meyer. Quercus castaneifolia ingår i släktet ekar, och familjen bokväxter. Inga underarter finns listade.

## Bildgalleri

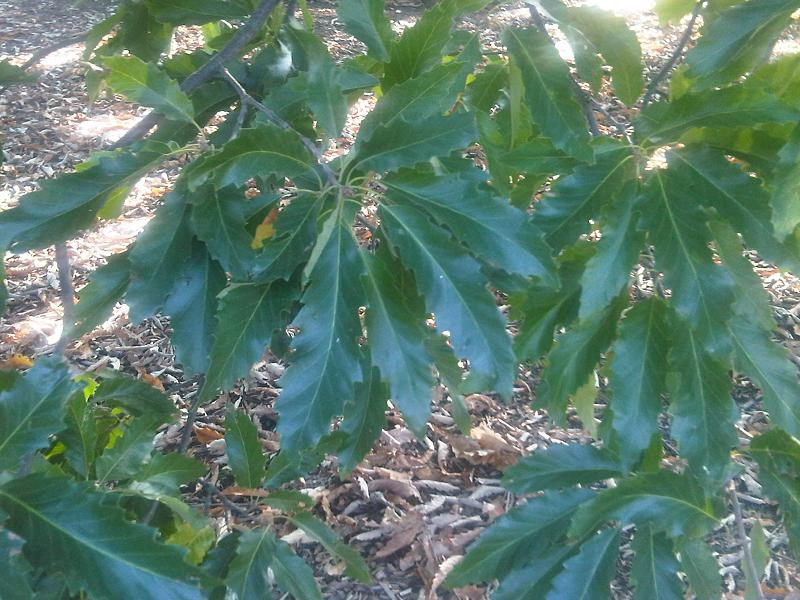
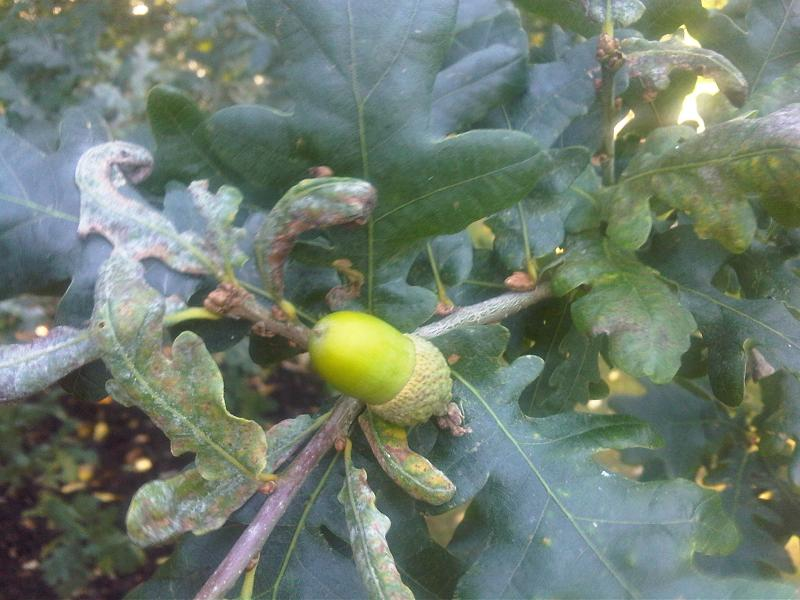
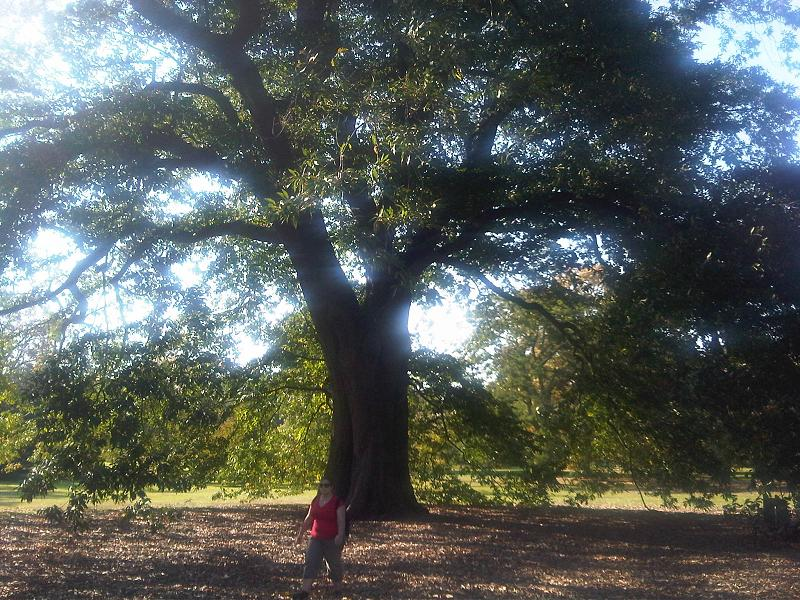
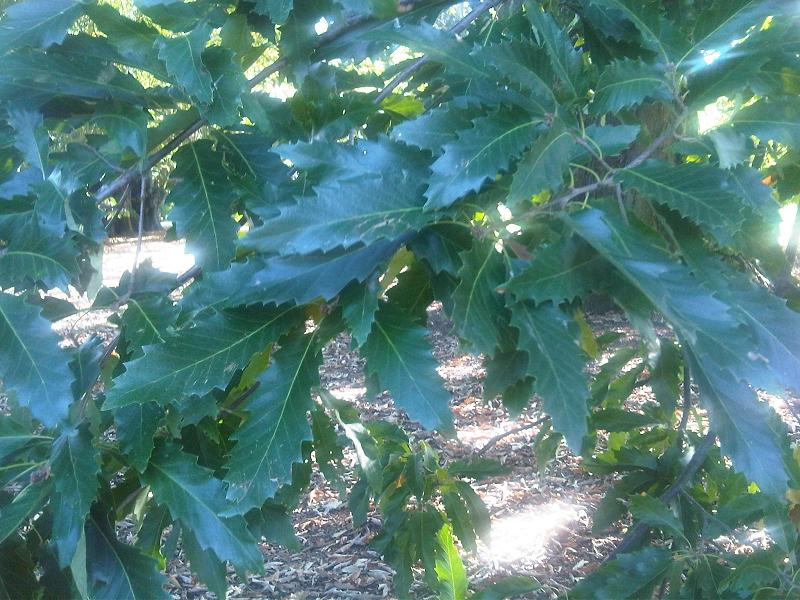
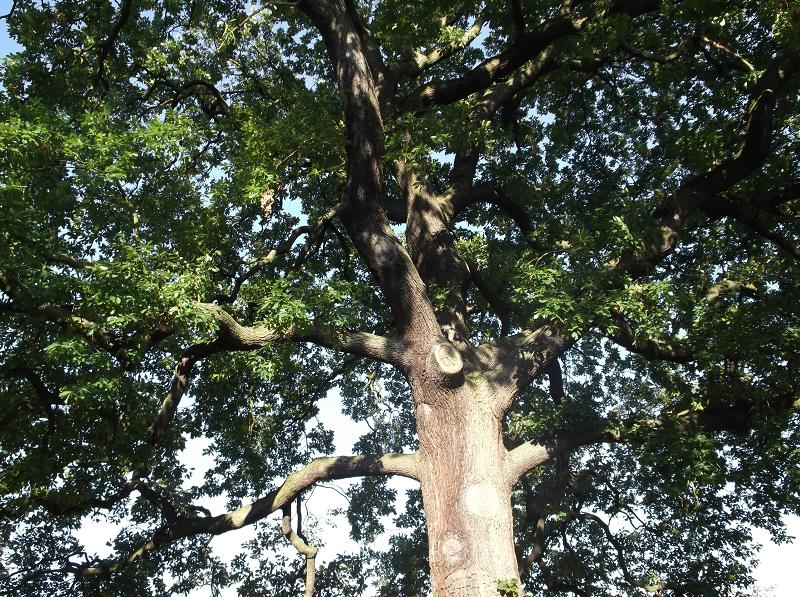
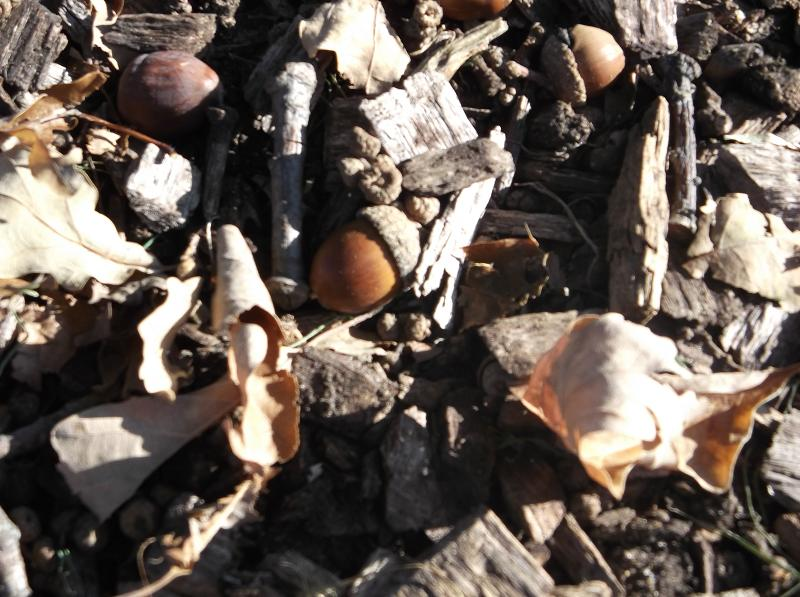